# Микучяускас, Владисловас Косто
Владисловас Косто Микучяускас (лит. Vladislovas Mikučiauskas; род. в 1934 году) — советский и российский дипломат литовского происхождения. Чрезвычайный и полномочный посол.
Член КПСС с 1959 года. Депутат Совета Национальностей Верховного Совета СССР 11-го созыва от Литовской ССР.
- В 1978—1983 годах — первый секретарь Каунасского горкома КП Литвы.
- В 1983—1987 годах — первый секретарь Вильнюсского горкома КП Литвы.
- В 1987—1990 годах — министр иностранных дел Литовской ССР, член Бюро ЦК КП Литвы[2][3].
- В 1990—1992 годах — чрезвычайный и полномочный посол СССР (с 1991 — России) в Сьерра-Леоне[4][5][6].